# Рейсс (старшей линии)
Княжество Рейсс старшей линии или Рейсс-Грейц (нем. Fürstentum Reuß ältere Linie) — государство на территории Германии, существовавшее с 1778 по 1918 годы, управлявшееся старшей ветвью династии Рейсс.
Княжество имело площадь 317 км² и население 71 000 человек (1905 год). Столицей княжества был Грайц.

## История

### Графство
В 1673 году правителям Верхнего и Нижнего Грейца императором Священной Римской империи Леопольдом I был дарован титул имперских графов. После смерти бездетного Генриха III (1701—1768), графа Нижнего Грейца, прекратилась нижнегрейцская линия. Её владения унаследовал четвероюродный племянник умершего — глава верхнегрейцской линии граф Генрих XI (1722—1800). Таким образом, Грейц был объединён.

### Княжество
В 1778 году графы Верхнего и Нижнего Грейца получили титул князей, и Генрих XI стал первым князем Рейсс-Грейц.
В австро-прусской войне (1866) княжество поддержало Австрийскую империю, из-за чего понесло большие финансовые потери. После смерти Генриха XXII в 1902 году князем Рёйсс старшей линии стал его сын, Генрих XXIV, страдавший психическим расстройством. Регентом при нём стал представитель младшей линии династии Рейсс — Генрих XXVII (занявший престол Рейсс-Геры в 1913 году). В 1927 году старшая линия династии со смертью бездетного Генриха XXIV пресеклась, и права на её наследство перешли к тому же Генриху XXVII — главе младшей линии.

### Упразднение
После Ноябрьской революции княжества старшей и младшей линий были объединены в Республику Рейсс, которая в 1919 году вместе с другими мелкими государствами образовала государство Тюрингия.

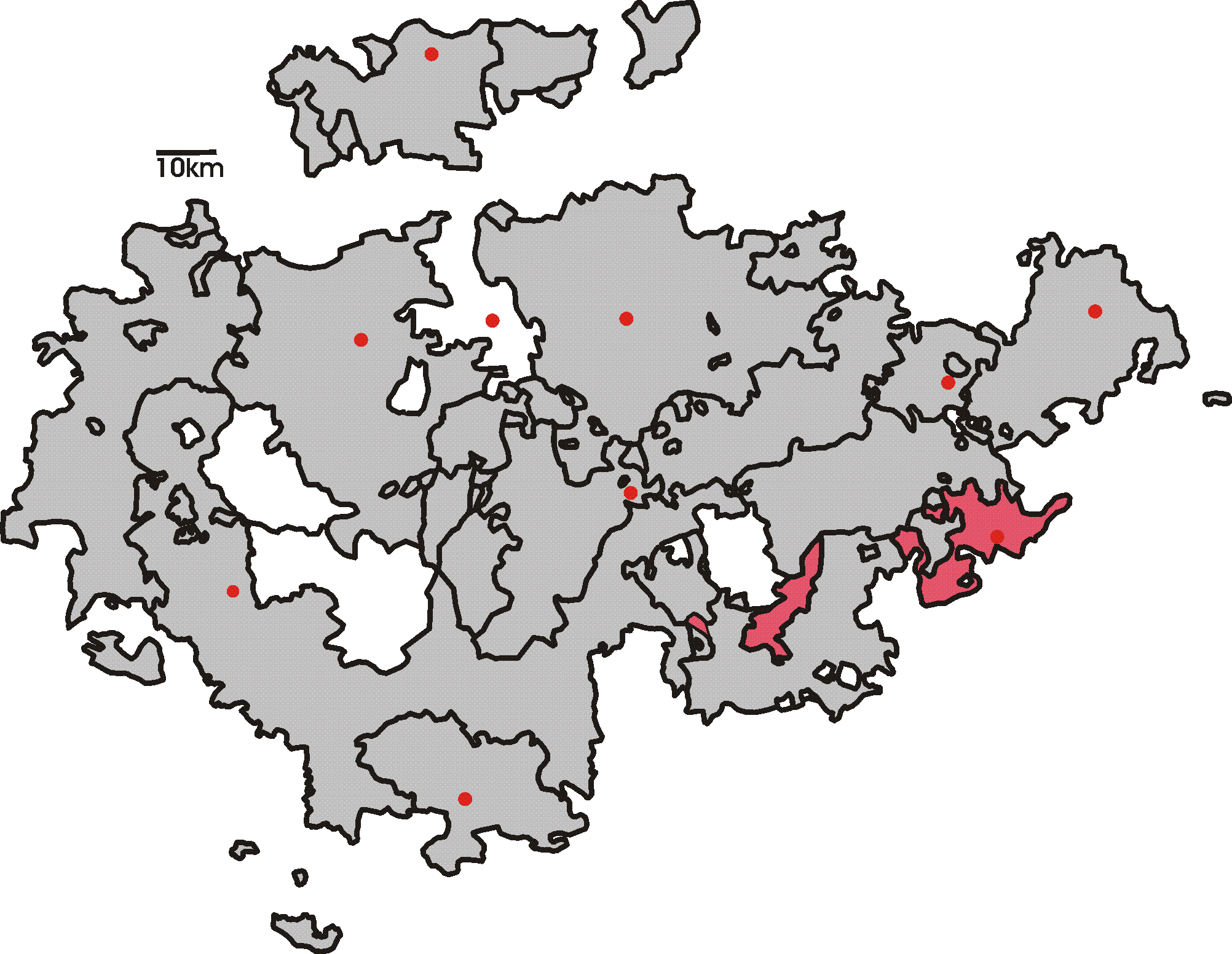
Княжество Рейсс-Грейц на карте Тюрингии

## Князья Рейсс, старшая линия (1778—1918)
|                                           |                                           |                                           |                                           | Генрих XI (1722—1800), князь с 1778 года   |                                           |  |  |                                                  |                                          |                                          |                                          |                                          |                                          |  |  |  |  |  |  |  |  |  |  |
|                                           |                                           |                                           |                                           |                                            |                                           |  |  |                                                  |                                          |                                          |                                          |                                          |                                          |  |  |  |  |  |  |  |  |  |  |
|                                           |                                           |                                           |                                           | Генрих XIII (1747—1817), князь с 1800 года |                                           |  |  |                                                  |                                          |                                          |                                          |                                          |                                          |  |  |  |  |  |  |  |  |  |  |
|                                           |                                           |                                           |                                           |                                            |                                           |  |  |                                                  |                                          |                                          |                                          |                                          |                                          |  |  |  |  |  |  |  |  |  |  |
|                                           |                                           |                                           |                                           |                                            |                                           |  |  |                                                  |                                          |                                          |                                          |                                          |                                          |  |  |  |  |  |  |  |  |  |  |
| Генрих XIX (1790—1836), князь с 1817 года | Генрих XIX (1790—1836), князь с 1817 года | Генрих XIX (1790—1836), князь с 1817 года | Генрих XIX (1790—1836), князь с 1817 года | Генрих XIX (1790—1836), князь с 1817 года  | Генрих XIX (1790—1836), князь с 1817 года |  |  | Генрих XX (1794—1859), князь с 1836 года         | Генрих XX (1794—1859), князь с 1836 года | Генрих XX (1794—1859), князь с 1836 года | Генрих XX (1794—1859), князь с 1836 года | Генрих XX (1794—1859), князь с 1836 года | Генрих XX (1794—1859), князь с 1836 года |  |  |  |  |  |  |  |  |  |  |
| Генрих XIX (1790—1836), князь с 1817 года | Генрих XIX (1790—1836), князь с 1817 года | Генрих XIX (1790—1836), князь с 1817 года | Генрих XIX (1790—1836), князь с 1817 года | Генрих XIX (1790—1836), князь с 1817 года  | Генрих XIX (1790—1836), князь с 1817 года |  |  | Генрих XX (1794—1859), князь с 1836 года         | Генрих XX (1794—1859), князь с 1836 года | Генрих XX (1794—1859), князь с 1836 года | Генрих XX (1794—1859), князь с 1836 года | Генрих XX (1794—1859), князь с 1836 года | Генрих XX (1794—1859), князь с 1836 года |  |  |  |  |  |  |  |  |  |  |
|                                           |                                           |                                           |                                           |                                            |                                           |  |  | Генрих XXII (1846—1902), князь с 1859 года       |                                          |                                          |                                          |                                          |                                          |  |  |  |  |  |  |  |  |  |  |
|                                           |                                           |                                           |                                           |                                            |                                           |  |  |                                                  |                                          |                                          |                                          |                                          |                                          |  |  |  |  |  |  |  |  |  |  |
|                                           |                                           |                                           |                                           |                                            |                                           |  |  | Генрих XXIV (1878—1927), князь в 1902—1918 годах |                                          |                                          |                                          |                                          |                                          |  |  |  |  |  |  |  |  |  |  |